# Dominique Alagia
Dominique Alagia, někdy jen Domi Alagia nebo Domi (* 11. května 2005), je česko-italská influencerka, herečka a zpěvačka.
V popředí médií je od roku 2021, kdy se zúčastnila několika reality show, jmenovitě SuperStar 2021, Love Island a první a druhé řady pořadu Like House. V roce 2022 se zúčastnila také 3. řady pořadu a talkshow Google Chat. V roce 2023 účinkovala ve filmu Cool Girl! a byla hostem podcastu BrichTalk. V roce 2024 se účastnila Clash of the Stars 8. V březnu 2025 zveřejnila videoklip s titulem Nevrátí. V roce 2025 byla označena jako nejznámější influencerka v Česku vůbec, když předstihla youtubera Kovyho. Vlastní kosmetickou značku Alagia Beauty.
Kromě češtiny a italštiny hovoří také anglicky a španělsky. Je velmi častým předmětem článků bulvárních médií.